# Yankee
Yankee [jenkí] je přezdívka označující obyvatele Spojených států amerických. V jejich rámci se používá pro lidi pocházející ze severovýchodní části USA, zejména z Nové Anglie.
Původ výrazu bývá kladen do dob Nového Amsterdamu, kdy tak anglicky mluvící osadníci nazývali své nizozemské sousedy. Vznikl buď z typicky nizozemských křestních jmen Jan a Kees (domácky Cornelius), nebo z přezdívky Jan Kaas (Honza Sýr), jak byli Nizozemci nazýváni pro svou zálibu v sýrech.

## Jiný význam
- písmeno Y v hláskovací abecedě NATO
- třída Yankee – v kódovém označení NATO třída sovětských ponorek Projektu 667A[2]
- New York Yankees - baseballový klub